# Seymour Benzer

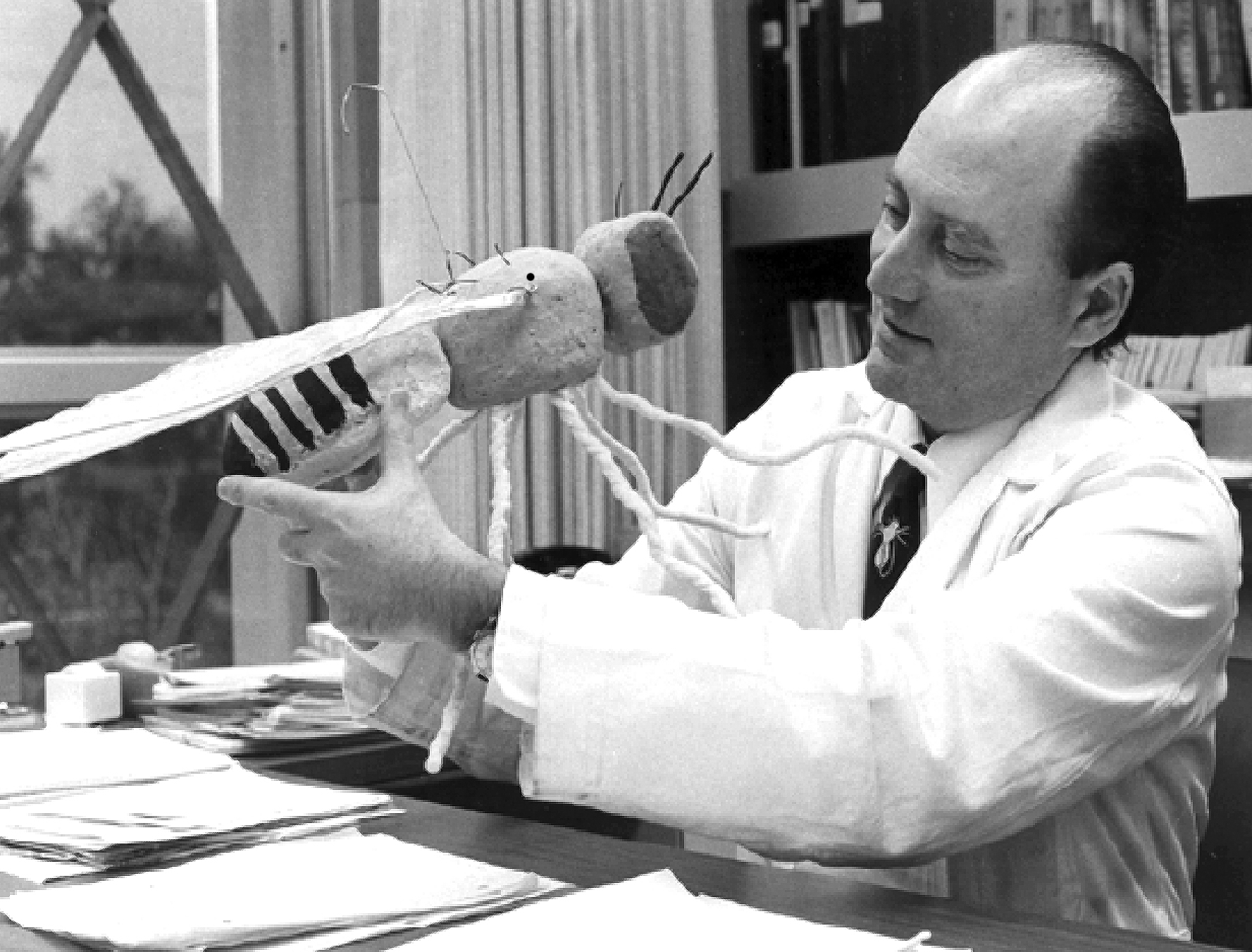
Seymour Benzer (1974)

Seymour Benzer (* 15. Oktober 1921 in New York City; † 30. November 2007 in Pasadena (Kalifornien)) war ein US-amerikanischer Biophysiker. Er galt als einer der renommiertesten Molekularbiologen seiner Zeit.

## Leben
Benzer, Sohn der 1910 nach New York eingewanderten jüdisch-polnischen Familie „Sochaczew“, wurde in der South Bronx geboren und wuchs in Bensonhurst, New York, auf. Er studierte Physik am Brooklyn College und an der Purdue University. Während des Zweiten Weltkriegs arbeitete er am Lehrstuhl von Karl Lark-Horovitz (1892–1958) an einem Radarprojekt.
1947 absolvierte er seinen PhD an der Purdue University im Bereich der Kondensierten Materie. 1947 wurde er Professor an der Purdue University. Angeregt durch das Werk von Erwin Schrödinger „Was ist Leben? – Die lebende Zelle mit den Augen des Physikers betrachtet.“ wechselte Benzer frühzeitig in die Biologie und Biophysik und besuchte Lehrveranstaltungen von Max Delbrück am Cold Spring Harbor Laboratory.
Er wurde 1953 zum Associate Professor und 1958 zum ordentlichen Professor ernannt.
Er ließ sich an der Purdue University beurlauben und forschte am Oak Ridge National Laboratory des California Institute of Technology (Caltech) und dem Institut Pasteur. Insbesondere setzte er sich mit den Forschungen der Molekularbiologen Renato Dulbecco, Salvador Edward Luria und James Watson auseinander.  1957/58 arbeitete er am Caltech in der Forschungsgruppe von Francis Crick und am Cavendish-Laboratorium zusammen mit Sydney Brenner, William Lawrence Bragg, George Streisinger (1927–1984) und Sewell Champe.
1961 erfolgte die Ernennung zum Stuart Distinguished Professor of Biophysics an der Purdue University. 1966 war er im Forschungslabor von Roger Sperry tätig.
1967 wurde er Professor der Fakultät für Biologie am Caltech. Er war von 1975 bis 1992 James G. Boswell Professor of Neuroscience am California Institute of Technology. Nach seiner Emeritierung 1992 war er bis zu seinem Tod weiterhin an der Universität tätig.
Er starb an den Folgen eines Schlaganfalls.

## Wirken
Seine ersten wichtigen Beiträge leistete Benzer im Bereich der Halbleiterphysik, indem es ihm gelang, zuverlässige Gleichrichter auf Germanium-Basis, dem damals führenden Halbleitermaterial, das z. B. in Radargeräten Anwendung fand, herzustellen. Er zeigte, dass nach Zugabe von Spuren von Zinn die Germaniumkristalle den praktisch relevanten Spannungen von >100 V Stand hielten. Auf diese Entwicklung erhielt er mehrere Patente, die nach dem Krieg in der industriellen Praxis genutzt wurden. Die später mit dem Nobelpreis ausgezeichnete Entwicklung des ersten Transistors durch Walter Brattain, John Bardeen und William Bradford Shockley benutzte die von Benzer entdeckten Eigenschaften von Germanium.
Benzer forschte seit den 1950er Jahren im Bereich der Molekularbiologie und lieferte mit seinen Forschungsergebnissen wegweisende Grundlagen zur Aufklärung der Alzheimer- und Parkinson-Krankheit. Er prägte in der Genetik den Begriff Cistron, der Basis für den von Francis Crick und Sydney Brenner entwickelten Genetischen Code (DNA).
Für seine genetischen und neurophysiologischen Studien über Verhaltensmutanten der Fruchtfliege Drosophila melanogaster wurde er mit circa 40 Preisen ausgezeichnet. Er war Mitglied der französischen Académie des sciences, der britischen Royal Society sowie der US-amerikanischen National Academy of Sciences (1961), der American Philosophical Society (1962) und der American Academy of Arts and Sciences (1959).

## Ehrungen und Auszeichnungen (Auswahl)
- Howard Taylor Ricketts Award (1961)
- Gairdner Foundation International Award (1964)[3]
- Ehrendoktorwürde „Doctor of Science“ an der Purdue University (1968)[4]
- Albert Lasker Award for Basic Medical Research (1971)
- Prix Charles-Léopold Mayer (1975)
- Louisa Gross Horwitz-Preis der Columbia University (1976)
- Dickson Prize in Science (1978)
- National Medal of Science (1982)[5]
- Thomas Hunt Morgan Medal (1986)
- Karl Spencer Lashley Award (1988)
- Ralph-W.-Gerard-Preis (1989)
- Wolf-Preis (1991)
- Crafoord-Preis (1993)
- Internationaler Antonio-Feltrinelli-Preis (1994)
- Mendel Medal der Genetics Society (1994)
- Passano Award (2001)
- NAS Award in the Neurosciences (2001)
- Pasarow Award (2001)
- March of Dimes Prize in Developmental Biology (2002)
- Bower Award and Prize for Achievement in Science (2004)[6]
- Gairdner Foundation International Award für Neurogenetik (2004)
- Gruber-Preis für Neurowissenschaften (2004)[7]
- Albany Medical Center Prize (2006)